# 19 października
19 października jest 292. (w latach przestępnych 293.) dniem w kalendarzu gregoriańskim. Do końca roku pozostaje 73 dni.

## Święta

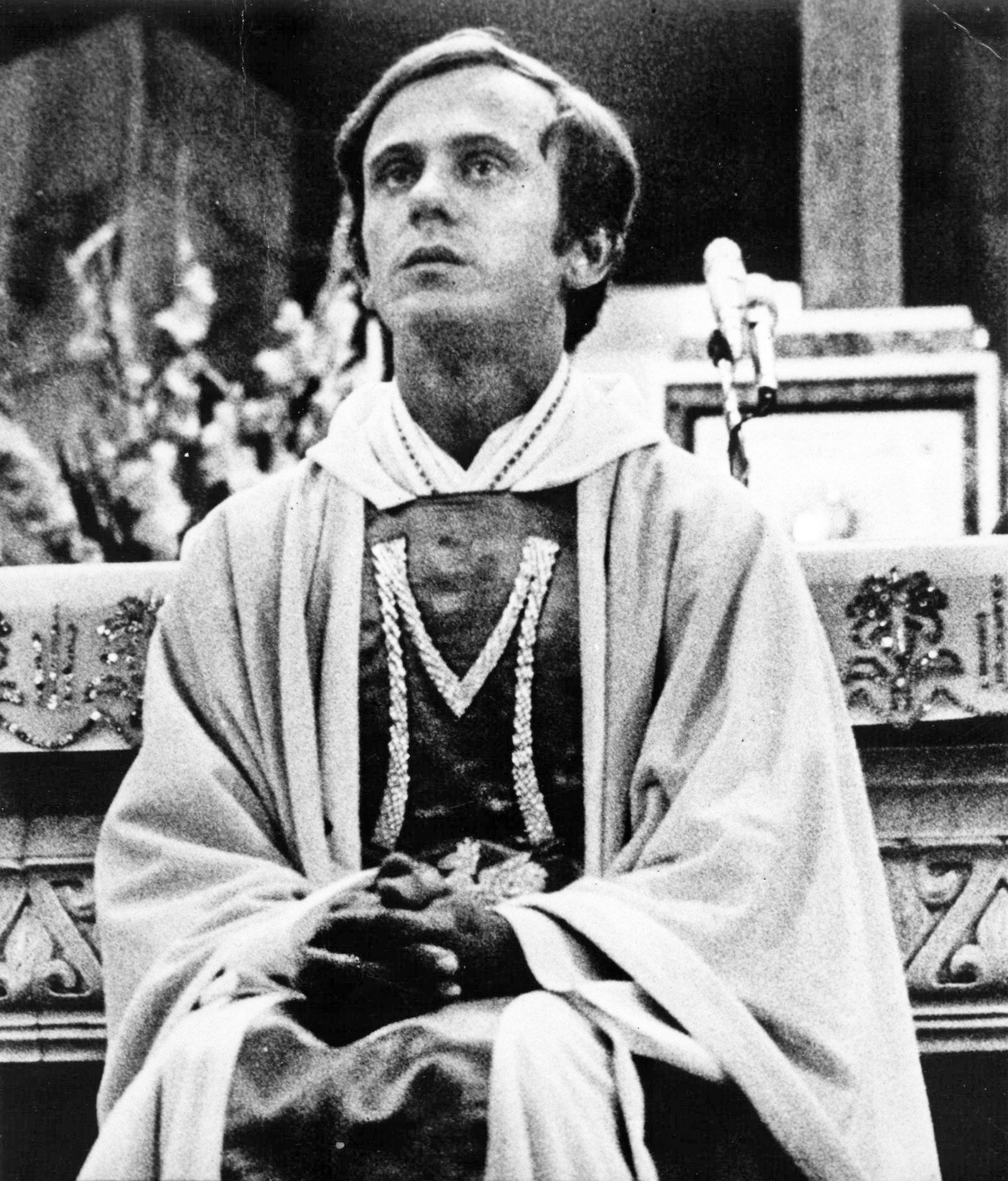
Bł. Jerzy Popiełuszko

- Imieniny obchodzą: Akwilin, Ferdynand, Fredeswinda, Fryda, Gabriel, Izaak, Jan, Jerzy, Kleopatra, Laura, Lucjusz, Łucjusz, Paweł, Ptolemeusz i Skarbimir.
- Albania – Dzień Matki Teresy z Kalkuty
- Wspomnienia i święta Kościoła katolickiego[1][2] obchodzą:
  - św. Filip Howard (20. hrabia z Arundel)
  - św. Jan de Babeuf, św. Izaak Jogues (kapłani) i towarzysze:
    - św. Jan de Lalande
    - św. Renat Goupil
    - św. Karol Garnier
    - św. Antoni Daniel
    - św. Gabriel Lalemant
    - św. Natalis Chabanel (męczennicy kanonizowani przez Piusa XI w 1930)

  - św. Kleopatra (wdowa)
  - św. Paweł od Krzyża (Paweł Franciszek Danei)
  - św. Piotr z Alcántary, Juan de Garabito y Vilela de Sanabria (franciszkanin)
  - bł. Jerzy Popiełuszko (prezbiter i męczennik)
- Narodowy Dzień Pamięci Duchownych Niezłomnych

## Wydarzenia w Polsce

Śmierć ks. Poniatowskiego w Elsterze, obraz Januarego Suchodolskiego

- 1466 – Zawarto polsko-krzyżacki II pokój toruński na mocy którego Pomorze Gdańskie wraz z Warmią pozostały przy Polsce i utworzyły Prusy Królewskie.
- 1595 – Wyprawa Jana Zamoyskiego do Mołdawii: rozpoczęła się I bitwa pod Cecorą.
- 1655 – Potop szwedzki: król Karol X Gustaw wkroczył na czele szwedzkiego wojska do zdobytego Krakowa.
- 1670 – W warszawskiej kolegiacie św. Jana odbyła się koronacja na królową Polski Eleonory Habsburżanki, żony Michała Korybuta Wiśniowieckiego.
- 1706 – Bitwa pod Kaliszem podczas wojny domowej w Polsce – największe starcie na ziemiach Korony Królestwa Polskiego w czasie III wojny północnej.
- 1770 – Nieudany atak konfederatów barskich na zajmowany przez wojska rosyjskie Poznań.
- 1798 – Papież Pius VI bullą Ad universam agri Dominici curam erygował diecezję warszawską.
- 1844 – Otwarto odcinek kolei dolnośląsko-marchijskiej między Wrocławiem a Legnicą.
- 1918:
  - Powołano Radę Narodową Księstwa Cieszyńskiego.
  - We Lwowie powołano Ukraińską Radę Narodową.
- 1926 – Lwowski okręgowy kurator szkolny Stanisław Sobiński został zamordowany przez ukraińskich nacjonalistów.
- 1927 – Założono Aeroklub Warszawski.
- 1928 – Oficerską Szkołę Marynarki Wojennej w Toruniu przemianowano na Szkołę Podchorążych Marynarki Wojennej.
- 1944 – Założono Oficerską Szkołę Łączności w Zamościu.
- 1947 – Z połączenia sąsiadujących Stoczni Nr 1 i Stoczni Nr 2 powstała Stocznia Gdańska.
- 1956 – Październik 1956: rozpoczęło się VIII Plenum KC PZPR na którego obrady bez uprzedzenia przybyła delegacja radziecka na czele z Nikitą Chruszczowem. W kierunku Warszawy zaczęły się przesuwać stacjonujące w Polsce oddziały Armii Radzieckiej.
- 1970 – Premiera komedii filmowej Rejs w reżyserii Marka Piwowskiego.
- 1974 – Zainaugurowała działalność Filharmonia Kaliska.
- 1980 – Wietnamski pianista Đặng Thái Sơn został zwycięzcą X Międzynarodowego Konkursu Pianistycznego im. Fryderyka Chopina.
- 1984 – W pobliżu Górska pod Toruniem został uprowadzony i zamordowany ksiądz Jerzy Popiełuszko.
- 1985 – 19-letni student Uniwersytetu Gdańskiego Marcin Antonowicz został ciężko pobity przez funkcjonariuszy MO w Olsztynie, wskutek czego zmarł 2 listopada w szpitalu.
- 1987 – Premiera filmu W zawieszeniu w reżyserii Waldemara Krzystka.
- 1990 – Rozpoczął działalność ośrodek regionalny TVP Rzeszów.
- 1997 – Dwóch posłów AWS zawiesiło nocą w sali obrad tzw. krzyż sejmowy.
- 2001 – Leszek Miller został premierem RP.
- 2005 – Kazimierz Marcinkiewicz został desygnowany na urząd premiera RP.
- 2010 – W okręgowym biurze poselskim PiS w Łodzi 62-letni Ryszard Cyba zastrzelił Marka Rosiaka, asystenta deputowanego do PE Janusza Wojciechowskiego i ciężko zranił nożem Pawła Kowalskiego, asystenta posła na Sejm RP Jarosława Jagiełły.
- 2017 – Na placu Defilad w Warszawie 54-letni chemik i szkoleniowiec Piotr Szczęsny dokonał samospalenia w proteście przeciwko polityce PiS. W wyniku odniesionych obrażeń zmarł 29 października w szpitalu.
- 2023 – Otwarto Muzeum Pamięć i Tożsamość im. św. Jana Pawła II w Toruniu.

## Wydarzenia na świecie
- 202 p.n.e. – II wojna punicka: decydujące zwycięstwo wojsk Republiki rzymskiej nad siłami Kartaginy w bitwie pod Zamą.
- 439 – Król Wandalów i Alanów Genzeryk zajął Kartaginę.
- 1216 – Henryk III Plantagenet został królem Anglii.
- 1303 – Siegen w Nadrenii Północnej-Westfalii uzyskało prawa miejskie.
- 1314 – Książę Austrii i Styrii Fryderyk III Piękny został wybrany na antykróla Niemiec w opozycji do Ludwika IV Bawarskiego, co doprowadziło do wybuchu ośmioletniej wojny domowej.
- 1453 – Wojska francuskie odbiły Bordeaux, co uważane jest za zakończenie wojny stuletniej. W rękach angielskich w północnej Francji pozostało jedynie Calais (do 1558 roku).
- 1469 – W Valladolid odbył się ślub królowej Kastylii i Leónu Izabeli I z następcą tronu Aragonii księciem Ferdynandem.
- 1512 – Marcin Luter otrzymał promocję na doktora teologii.
- 1608 – Przyszły wielki książę Toskanii Kosma II Medyceusz ożenił się we Florencji z Marią Magdaleną Habsburg.
- 1625 – Poświęcono katedrę św. Jana Ewangelisty w Limie.
- 1649 – Kampania Cromwella w Irlandii: wojska angielskie zajęły miasto New Ross.
- 1762 – Poświęcono odbudowany po pożarze protestancki kościół św. Michała w Hamburgu.
- 1767 – Erupcja Wezuwiusza.
- 1781 – Wojna o niepodległość Stanów Zjednoczonych: pod Yorktown gen. Charles Cornwallis poddał się gen. Jerzemu Waszyngtonowi, co oznaczało koniec brytyjskiej dominacji nad koloniami, które utworzyły Stany Zjednoczone.
- 1796 – Wojska francuskie zdobyły Bastię, likwidując zbuntowane Królestwo Anglo-Korsykańskie.
- 1806 – Johann Wolfgang von Goethe ożenił się z Christiane Vulpius.
- 1812 – Inwazja na Rosję: Napoleon Bonaparte rozpoczął odwrót spod Moskwy.
- 1813 – VI koalicja antyfrancuska: porażka wojsk napoleońskich w bitwie pod Lipskiem (tzw. „Bitwie Narodów”). W czasie odwrotu w nurtach Elstery utonął książę Józef Poniatowski.
- 1845 – W Dreźnie odbyła się premiera pierwszej wersji opery Tannhäuser Richarda Wagnera.
- 1856 – Madżid ibn Sa’id został sułtanem Zanzibaru.
- 1864:
  - Rabunek w St. Albans.
  - Wojna secesyjna: zwycięstwo wojsk Unii w bitwie nad Cedar Creek.
- 1870 – U północno-zachodnich wybrzeży Irlandii zatonął brytyjski statek pasażerski „Cambria”, w wyniku czego zginęło 179 osób.
- 1881 – W Imperium Rosyjskim uchwalono ustawę o przeniesieniu drobnej szlachty do kategorii dworzan.
- 1889 – Karol I Dyplomata został królem Portugalii.
- 1900 – Hirobumi Itō został po raz czwarty premierem Japonii.
- 1911 – Roald Amundsen wraz z 4 towarzyszami, 52 psami i 4 zaprzęgami wyruszył z bazy Framheim na Lodowcu Szelfowym Rossa na biegun południowy, gdzie dotarł 14 grudnia.
- 1914 – I wojna światowa: rozpoczęła się I bitwa pod Ypres.
- 1917 – I wojna światowa:
  - Niemcy przeprowadzili udany desant na leżące u brzegów Estonii Wyspy Moonsundzkie (11-19 października).
  - Nils Edén został premierem Szwecji.
- 1921 – Premier Portugalii António Granjo i kilku innych polityków zginęło w zamachu w Lizbonie.
- 1925 – Odbyły się pierwsze wybory do Sejmu autonomicznego Okręgu Kłajpedy.
- 1934 – Została stłumiona socjalistyczna rewolucja w hiszpańskiej prowincji Asturia.
- 1938 – W trakcie przyjęcia w ambasadzie amerykańskiej w Berlinie, wydanego na cześć przebywających z wizytą w Niemczech pilota Charlesa Lindbergha i jego żony, Hermann Göring wręczył mu Order Zasługi Orła Niemieckiego oraz szablę honorową Luftwaffe.
- 1939:
  - Turcja zawarła sojusz obronny z Wielką Brytanią i Francją.
  - Złożono francuskie Narodowe Centrum Badań Naukowych.
  - Założono norweski klub piłkarski Haugar Haugesund.
- 1940 – Niemieckie okręty podwodne zatopiły w dniach 18 i 19 października 28 statków z płynących do Wielkiej Brytanii konwojów SC-7 i HX-79.
- 1943:
  - Amerykanin Albert Schatz odkrył streptomycynę – antybiotyk stosowany w leczeniu gruźlicy.
  - Gen. Blažo Đukanović, dowódca czetnicki w Czarnogórze i przewodniczący Komitetu Narodowego w Niezależnym Państwie Czarnogórskim, został schwytany w zasadzce koło monastyru w Ostrogu przez komunistycznych partyzantów, którzy wkrótce go osądzili i wykonali na nim wyrok śmierci.
  - Rozpoczęła się konferencja moskiewska.
- 1944:
  - Wojna na Pacyfiku: na Filipinach utworzono pierwszy oddział kamikaze.
  - W Palermo na Sycylii włoscy żołnierze wrzucili dwa granaty w tłum protestujący z powodu braku żywności, zabijając 24 i raniąc 158 osób.
  - W zajętym przez wojska radzieckie Debreczynie utworzono marionetkowy Tymczasowy Rząd Narodowy Węgier.
- 1950 – Wojna koreańska: wojska ONZ zajęły Pjongjang.
- 1953 – Francuzka Denise Perrier zdobyła w Londynie tytuł Miss World 1953.
- 1954 – Austriacy Herbert Tichy i Sepp Joechler oraz Nepalczyk Pasang Dawa Lama dokonali pierwszego wejścia na himalajski ośmiotysięcznik Czo Oju.
- 1955 – Armia Radziecka zakończyła okupację Austrii.
- 1956:
  - Po niepowodzeniu negocjacji w sprawie zawarcia traktatu pokojowego ZSRR i Japonia podpisały w Moskwie deklarację o zakończeniu stanu wojny i przywróceniu stosunków dyplomatycznych.
  - Ukazał się drugi album Elvisa Presleya pt. Elvis.
- 1958 – Na torze Ain-Diab odbył się jedyny w historii wyścig Formuły 1 o Grand Prix Maroka, w trakcie którego śmiertelnie poparzony po wypadku swego bolidu został brytyjski kierowca Stuart Lewis-Evans.
- 1960 – USA nałożyły embargo handlowe na Kubę (z wyjątkiem eksportu żywności i leków).
- 1963 – Alec Douglas-Home został premierem Wielkiej Brytanii.
- 1964:
  - Chiny przeprowadziły próbny wybuch jądrowy.
  - Pod Belgradem w katastrofie samolotu Ił-18 z radziecką delegacją na obchody 20-lecia wyzwolenia miasta zginęło 18 osób (11 pasażerów i 7 członków załogi).
  - Ukazał się debiutancki album amerykańskiego duetu Simon & Garfunkel Wednesday Morning, 3 A.M.
- 1965 – Premier Burundi Léopold Biha został ciężko ranny podczas próby wojskowego zamachu stanu.
- 1971 – Uruchomiono monachijskie metro.
- 1972:
  - Kinshichi Kozuka i Hirō Onoda, dwaj ostatni członkowie grupy japońskich żołnierzy, którzy ukrywali się w dżungli na filipińskiej wyspy Lubang od zakończenia II wojny światowej, dokonali napadu na jedną z tamtejszych wiosek, podczas którego Kozuka zginął w strzelaninie z policją. Osamotniony Onoda poddał się w lutym 1974 roku na rozkaz swego byłego dowódcy, który przyjechał z Japonii.
  - Stolica Apostolska wycofała swoje uznanie dla Rządu RP na uchodźstwie.
- 1974 – Uchwalono konstytucję Niue.
- 1977 – Uprowadzony przez terrorystów z zachodnioniemieckiej Frakcji Czerwonej Armii (RAF) prezydent Niemieckiego Związku Pracodawców Hanns Martin Schleyer został zamordowany koło francuskiej Miluzy.
- 1983 – Został rozstrzelany obalony 6 dni wcześniej prokomunistyczny premier Grenady Maurice Bishop.
- 1986 – Prezydent Mozambiku Samora Machel oraz 33 inne osoby zginęły, a 10 zostało rannych w katastrofie samolotu Tu-134 w górach Lebombo w Południowej Afryce.
- 1987 – Czarny poniedziałek na światowych giełdach. Wskaźnik Dow Jones spadł o 22%, FTSE 100 o 32%, CAC 40 i DAX o ponad 20%, a Nikkei o 16%.
- 1988 – 124 osoby zginęły w katastrofie Boeinga 737 pod Ahmadabadem w zachodnich Indiach.
- 1991 – Około 2 tys. osób zginęło w trzęsieniu ziemi w północnych Indiach.
- 1993 – Benazir Bhutto po raz drugi objęła urząd premiera Pakistanu.
- 1994 – W samobójczym zamachu bombowym członka Hamasu na autobus w centrum Tel Awiwu zginęły 22 osoby, a 50 zostało rannych.
- 1998 – 59 osób zostało rannych po obrzuceniu granatami przez członków Hamasu przystanku autobusowego w izraelskim mieście Beer Sheva.
- 2000 – W pakistańskiej prowincji Beludżystan została odkryta mumia księżniczki perskiej sprzed 2600 lat.
- 2002:
  - Irlandczycy przyjęli w powtórzonym referendum Traktat nicejski.
  - W Kopenhadze uruchomiono metro.
- 2003 – Papież Jan Paweł II beatyfikował Matkę Teresy z Kalkuty.
- 2004 – Soe Win został premierem Birmy.
- 2005 – Rozpoczął się proces Saddama Husajna.
- 2006:
  - Królowa brytyjska Elżbieta II przybyła do Estonii na zakończenie podróży po krajach bałtyckich.
  - W stolicy Uzbekistanu Taszkencie podczas awaryjnego lądowania rozbił się samolot An-2 z wojskowymi spadochroniarzami, w wyniku czego zginęło 15 osób.
- 2007:
  - 11 osób zginęło, a ponad 100 zostało rannych w zamachu bombowym na centrum handlowe w stolicy Filipin Manili.
  - Uchwalono konstytucję Czarnogóry.
- 2009 – Prezydent Ugandy Yoweri Museveni przywrócił tradycyjne królestwo Rwenzururu, którego monarchą został Charles Wesley Mumbere.
- 2010:
  - Europejska Rada Resuscytacji opublikowała wytyczne resuscytacji krążeniowo-oddechowej 2010.
  - W zamachu na gmach parlamentu w stolicy Czeczenii Groznym zginęło 6 osób (w tym 3 terrorystów), a 17 zostało rannych.
- 2013:
  - 11 osób (pilot i 10 spadochroniarzy) zginęło w katastrofie samolotu koło belgijskiej miejscowości Marchovelette.
  - 16 osób zginęło, a 30 zostało rannych w ataku zamachowca-samobójcy w restauracji w centrum somalijskiego miasta Beledweyne. Do ataku przyznała się organizacja Asz-Szabab.
- 2014 – Papież Franciszek, przy udziale swego emerytowanego poprzednika Benedykta XVI, beatyfikował papieża Pawła VI.
- 2016 – Andrej Plenković został premierem Chorwacji.
- 2018 – Niedaleko miasta Amritsar w stanie Pendżab w północno-zachodnich Indiach pociąg wjechał w tłum ludzi zgromadzonych na festiwalu z okazji święta Dasara, zabijając 61 osób i raniąc ponad 200.
- 2022 – Parlament Europejski przyznał Nagrodę Sacharowa narodowi ukraińskiemu.

## Zdarzenia astronomiczne ieksploracja kosmosu
- 1967 – Amerykańska sonda Mariner 5 przeleciała 3990 km nad powierzchnią Wenus.
- 2014 – Kometa C/2013 A1 przeleciała w odległości 140 tys. km od Marsa.
- 2017 – W odległości 30 mln km od Ziemi odkryto pierwszy potwierdzony obiekt pozasłoneczny 1I/ʻOumuamua.

## Urodzili się
- 1276 – Hisaaki, japoński siogun (zm. 1328)
- 1433 – Marsilio Ficino, włoski humanista, filozof, filolog, astrolog, wykładowca akademicki (zm. 1499)
- 1545 – Jan Juwenalis Ancina, włoski duchowny katolicki, biskup Saluzzo, błogosławiony (zm. 1604)
- 1562 – George Abbot, angielski duchowny anglikański, arcybiskup Canterbury (zm. 1633)
- 1582 – Dymitr Iwanowicz, rosyjski carewicz (zm. 1591)
- 1590 – Dorota Sybilla Hohenzollern, księżniczka brandenburska, księżna brzeska (zm. 1625)
- 1605 – Thomas Browne, angielski pisarz, lekarz (zm. 1682)
- 1613 – Karol z Sezze, włoski franciszkanin, mistyk, święty (zm. 1670)
- 1658 – Adolf Fryderyk II, książę Meklemburgii-Strelitz (zm. 1708)
- 1662 – Wilhelm Ernest, książę Saksonii-Weimar (zm. 1728)
- 1669:
  - Anioł z Acri, włoski kapucyn, błogosławiony (zm. 1739)
  - Philipp Wirich von Daun, austriacki wojskowy, polityk (zm. 1741)
- 1680 – John Abernethy, irlandzki duchowny protestancki (zm. 1740)
- 1681 – Kilian Katzenberger, niemiecki franciszkanin (zm. 1750)
- 1683 – William Cheselden, brytyjski anatom, chirurg (zm. 1752)
- 1704 – Johann Samuel Friedrich von Boehmer, niemiecki prawnik, kryminolog (zm. 1772)
- 1712 – Piotr, infant portugalski, książę Brazylii (zm. 1714)
- 1718 – Victor-François de Broglie, francuski książę, dowódca wojskowy, marszałek Francji (zm. 1804)
- 1719 – Lupus Thomas, francuski jezuita, męczennik, błogosławiony (zm. 1792)
- 1720 – John Woolman, amerykański pisarz, abolicjonista (zm. 1772)
- 1726 – Ludwika Oldenburg, księżniczka duńska i norweska, księżna Saksonii-Hildburghausen (zm. 1756)
- 1748 – Thomas Graham, szkocki arystokrata, generał, polityk (zm. 1843)
- 1766 – Tadeusz Antoni Mostowski, polski literat, publicysta, wydawca, krytyk literacki, polityk (zm. 1842)
- 1784 – Leigh Hunt, brytyjski prozaik, poeta, krytyk literacki (zm. 1859)
- 1786 – Aleksiej Orłow, rosyjski książę, generał kawalerii, polityk, dyplomata (zm. 1861)
- 1791 – Kajetan Kosma Damian Errico, włoski zakonnik, święty (zm. 1860)
- 1794 – Charles Robert Leslie, brytyjski malarz, pisarz (zm. 1859)
- 1795 – Arthur Morin, francuski generał, fizyk (zm. 1880)
- 1796 – Thomas Berkeley, brytyjski arystokrata, polityk (zm. 1882)
- 1804 – Francisque Joseph Duret, francuski rzeźbiarz (zm. 1865)
- 1808 – Lloyd Beall, amerykański oficer, kwatermistrz (zm. 1887)
- 1810 – Jules Malou, belgijski polityk, premier Belgii (zm. 1886)
- 1812 – Jan Marin, polski działacz niepodległościowy, polityk (zm. 1873)
- 1816 – Carlo Tenca, włoski pisarz, publicysta, dziennikarz, polityk (zm. 1883)
- 1817 – Tom Taylor, brytyjski prozaik, dramaturg, krytyk literacki, dziennikarz (zm. 1880)
- 1820 – George Taylor, amerykański polityk (zm. 1894)
- 1822 – Louis-Nicolas Ménard, francuski filozof, prozaik, poeta, malarz, wynalazca (zm. 1901)
- 1827 – Charles Cordier, francuski rzeźbiarz (zm. 1905)
- 1832:
  - Allen Bathurst, brytyjski arystokrata, polityk (zm. 1892)
  - Karl Victorius, niemiecki przedsiębiorca (zm. 1906)
- 1834:
  - Friedrich Dürre, niemiecki metalurg (zm. 1905)
  - Ferdynand Radziwiłł, polski książę, polityk (zm. 1926)
- 1835 – Manuel Quintana, argentyński polityk, prezydent Argentyny (zm. 1906)
- 1839 – Jane Morris, brytyjska modelka (zm. 1914)
- 1841 – Mikołaj I Petrowić-Niegosz, król Czarnogóry (zm. 1921)
- 1842 – Napoleon Milicer, polski chemik, pedagog (zm. 1905)
- 1843 – Juliusz Kunitzer, polski przemysłowiec pochodzenia niemieckiego (zm. 1905)
- 1847:
  - Vendelín Budil, czeski aktor, reżyser, historyk teatru, tłumacz (zm. 1928)
  - Aurilla Furber, amerykańska poetka (zm. 1898)
- 1850:
  - Edward Janusz, polski porucznik w służbie austro-węgierskiej, fotograf (zm. 1914)
  - Alojza Rafaela Żółkowska, polska aktorka (zm. 1921)
- 1855 – Paulina Waldeck-Pyrmont, niemiecka arystokratka (zm. 1925)
- 1856:
  - Leopoldyna Dellimanić, chorwacka arystokratka (zm. 1943)
  - Richard Witting, niemiecki prawnik, bankowiec, polityk, nadburmistrz Poznania (zm. 1923)
- 1858:
  - George Albert Boulenger, brytyjski zoolog pochodzenia belgijskiego (zm. 1937)
  - Piotr Brukalski, polski architekt (zm. 1934)
- 1862 – Auguste Lumière, francuski chemik, współtwórca kinematografu (zm. 1954)
- 1864 – Aleksander Mohl, polski duchowny katolicki, jezuita, misjonarz, pisarz, publicysta (zm. 1913)
- 1865 – Stanisław Sokołowski, polski leśnik, wykładowca akademicki (zm. 1942)
- 1871:
  - Karol Adwentowicz, polski aktor (zm. 1958)
  - Ludwik Wittchen, polski działacz polonijny (zm. 1942)
- 1873 – Jaap Eden, holenderski kolarz torowy i szosowy, łyżwiarz szybki (zm. 1925)
- 1876 – Wołodymyr Zahajkewycz, polski polityk narodowości ukraińskiej, wicemarszałek Sejmu RP (zm. 1949)
- 1877 – Joanni Perronet, francuski florecista (zm. 1950)
- 1880 – Armin Horowitz, polski malarz (zm. 1965)
- 1882:
  - Umberto Boccioni, włoski malarz, rzeźbiarz (zm. 1916)
  - Vincas Krėvė-Mickevičius, litewski pisarz i filolog, wykładowca, slawista, teoretyk literatury, tymczasowy premier Litwy (zm. 1954)
- 1887 – Mieczysław Szawleski, polski ekonomista, dyplomata, publicysta, polityk, poseł na Sejm RP, pracownik Delegatury Rządu na Kraj (zm. 1942)
- 1888 – Stanisław Rzecki, polski rzeźbiarz, malarz, grafik, scenograf (zm. 1972)
- 1890 – Konstanty Pągowski, polski aktor (zm. 1967)
- 1891 – Henning Svensson, szwedzki piłkarz (zm. 1979)
- 1895:
  - Dmitrij Mostowienko, radziecki i polski generał (zm. 1975)
  - Aleksander Willner, polski polityk, prezydent Sosnowca i Katowic (zm. 1956)
- 1896 – Nat Holman, amerykański koszykarz, trener (zm. 1995)
- 1898:
  - Amanda Junquera Butler, hiszpańska pisarka (zm. 1986)
  - Mieczysław Szczuka, polski artysta plastyk, taternik (zm. 1927)
- 1899:
  - Miguel Ángel Asturias, gwatemalski pisarz, laureat Nagrody Nobla (zm. 1974)
  - Sidonie Goossens, brytyjska harfistka (zm. 2004)
  - Irena Netto, polska aktorka (zm. 1992)
- 1900:
  - André Béhotéguy, francuski rugbysta (zm. 1960)
  - Bronisław Górski, polski nauczyciel, porucznik rezerwy (zm. 1940)
  - Georg Häfner, niemiecki duchowny katolicki, męczennik, błogosławiony (zm. 1942)
- 1901:
  - Arleigh Burke, amerykański admirał (zm. 1996)
  - Aleksander Maliszewski, polski dramaturg, prozaik, krytyk teatralny i filmowy, tłumacz (zm. 1978)
- 1902 – Giovanni Gozzi, włoski zapaśnik (zm. 1976)
- 1903:
  - Otto Furrer, szwajcarski narciarz alpejski (zm. 1951)
  - Tor Johnson, amerykański wrestler, aktor (zm. 1971)
- 1904:
  - Stanisław Hoszowski, polski historyk (zm. 1987)
  - Adam Stalony-Dobrzański, polski malarz, grafik, konserwator dzieł sztuki (zm. 1985)
- 1905:
  - Franciszek Murawski, polski działacz ludowy, polityk, poseł na Sejm PRL (zm. 1980)
  - Kurt Plötner, niemiecki lekarz, zbrodniarz wojenny (zm. 1984)
- 1906 – Anatolij Kostousow, radziecki polityk (zm. 1985)
- 1907:
  - Alice Marriott, amerykańska bizneswoman, filantropka (zm. 2000)
  - Wilhelm Wichurski, polski aktor (zm. 1979)
- 1908:
  - Wacław Krzywiec, polski komandor porucznik (zm. 1956)
  - Zofia Lissa, polska muzykolog (zm. 1980)
- 1909:
  - Stein Grieg Halvorsen, norweski aktor (zm. 2013)
  - Marguerite Perey, francuski fizyk, chemik (zm. 1975)
  - Zdzisław Raabe, polski zoolog, dziennikarz (zm. 1972)
- 1910:
  - Subrahmanyan Chandrasekhar, indyjsko-amerykański astrofizyk, laureat Nagrody Nobla (zm. 1995)
  - Shunkichi Hamada, japoński hokeista na trawie, bramkarz (zm. 2009)
- 1911:
  - Dmitrij Gładki, radziecki polityk (zm. 1959)
  - Roman Mann, polski scenograf filmowy, architekt, malarz, rysownik, pedagog (zm. 1960)
- 1912:
  - Nice Contieri, włoska slawistka, polonistka (zm. 1965)
  - Rafał Grzondziel, polski duchowny katolicki (zm. 1998)
- 1913:
  - Robert Jennings, brytyjski prawnik (zm. 2004)
  - Haxhi Lleshi, albański polityk (zm. 1998)
  - Vinicius de Moraes, brazylijski poeta, prozaik, dramaturg, krytyk filmowy, kompozytor, muzyk, wokalista (zm. 1980)
  - Vasco Pratolini, włoski pisarz, scenarzysta filmowy (zm. 1991)
- 1914:
  - David Korner, rumuńsko-francuski trockista, związkowiec pochodzenia żydowskiego (zm. 1976)
  - Juanita Moore, amerykańska aktorka (zm. 2014)
- 1915 – André Sol, holenderski duchowny katolicki, biskup Amboiny (zm. 2016)
- 1916:
  - Karl-Birger Blomdahl, szwedzki kompozytor (zm. 1968)
  - Jean Dausset, francuski immunolog, laureat Nagrody Nobla (zm. 2009)
  - Emil Gilels, rosyjski pianista (zm. 1985)
- 1917:
  - René Laurentin, francuski duchowny katolicki, teolog, mariolog (zm. 2017)
  - Wiktor Lebiediew, radziecki polityk (zm. 1978)
- 1918:
  - Michał Chmielowiec, polski poeta, prozaik, krytyk literacki (zm. 1974)
  - Aleksandr Galicz, radziecki poeta, bard, dramaturg, scenarzysta pochodzenia żydowskiego (zm. 1977)
  - Russell Kirk, amerykański teoretyk polityki, historyk, krytyk społeczny i literacki (zm. 1994)
  - Jan Pronk, holenderski kolarz torowy (zm. 2016)
- 1919:
  - Wilfred Jacobs, polityk z Antiguy i Barbudy, gubernator generalny (zm. 1995)
  - Helena Kołakowska-Przełomiec, polska prawnik (zm. 2010)
  - Arnošt Lamprecht, czeski językoznawca, dialektolog, fonetyk, wykładowca akademicki (zm. 1985)
  - Józef Łodyński, polski aktor (zm. 1984)
- 1920:
  - Clemente Faccani, włoski duchowny katolicki, arcybiskup, nuncjusz apostolski (zm. 2011)
  - Włodzimierz Parachoniak, polski petrograf, wykładowca akademicki (zm. 1997)
  - Stanisław Szuro, polski historyk, major, działacz podziemia niepodległościowego (zm. 2020)
- 1921:
  - Bogusław Klimczuk, polski kompozytor, pianista, dyrygent (zm. 1974)
  - George Nader, amerykański aktor (zm. 2002)
  - Gunnar Nordahl, szwedzki piłkarz (zm. 1995)
  - Sylwester Zawadzki, polski prawnik, polityk, minister sprawiedliwości, poseł na Sejm RP (zm. 1999)
- 1922:
  - Jack Anderson, amerykański dziennikarz (zm. 2005)
  - Henryk Błachnio, polski malarz (zm. 2013)
  - Pierre-Marie Gy, francuski duchowny katolicki, dominikanin, teoretyk liturgii (zm. 2004)
- 1924 – Lubomír Štrougal, czeski prawnik, polityk komunistyczny, premier Czechosłowacji (zm. 2023)
- 1925:
  - Czesław Kiszczak, polski generał broni, polityk, członek WRON, minister spraw wewnętrznych, premier PRL (zm. 2015)
  - Mieczysław Staner, polski pisarz pochodzenia żydowskiego (zm. 2003)
- 1926:
  - Stanisław Gorgolewski, polski fizyk, astronom (zm. 2011)
  - Bohdan Hawryłyszyn, ukraiński ekonomista, działacz społeczny (zm. 2016)
  - Halina Jędrzejewska, polska ortopeda, działaczka kombatancka, sanitariuszka AK, uczestniczka powstania warszawskiego (zm. 2025)
- 1927:
  - Pierre Alechinsky, belgijski malarz, grafik, pisarz pochodzenia żydowskiego
  - Jean-Marie Bastien-Thiry, francuski wojskowy, zamachowiec (zm. 1963)
  - Hans Schäfer, niemiecki piłkarz (zm. 2017)
- 1928:
  - Borisav Jović, serbski polityk komunistyczny, prezydent Jugosławii (zm. 2021)
  - Mizanur Rahman Chowdhury, bengalski polityk, premier Bangladeszu (zm. 2006)
  - Mustapha Zitouni, francusko-algierski piłkarz (zm. 2014)
- 1929:
  - Choan Seng Song, tajwański teolog prezbiteriański (zm. 2024)
  - Henryk Grabowski, polski lekkoatleta, skoczek w dal (zm. 2012)
  - Igor Nowikow, rosyjski pięcioboista nowoczesny (zm. 2007)
  - Stanisław Pytko, polski inżynier, tribolog (zm. 2018)
- 1930:
  - Piotr Myszkowski, polski polityk, prezydent Żyrardowa, wojewoda skierniewicki (zm. 1991)
  - Kalervo Rauhala, fiński zapaśnik (zm. 2016)
  - Vesla Vetlesen, norweska działaczka społeczna, pisarka, polityk, minister rozwoju międzynarodowego (zm. 2024)
- 1931:
  - Maria Adamska, polska lekkoatletka, sprinterka (zm. 2021)
  - John le Carré, brytyjski pisarz (zm. 2020)
  - Manolo Escobar, hiszpański piosenkarz (zm. 2013)
  - Rubens de Falco, brazylijski aktor (zm. 2008)
  - Atsushi Miyagi, japoński tenisista (zm. 2021)
  - Danuta Ronczewska, polska wszechstronna lekkoatletka (zm. 2019)
- 1932:
  - Reuben Jones, brytyjski jeździec sportowy (zm. 1990)
  - Robert Reed, amerykański aktor (zm. 1992)
  - Diosdado Talamayan, filipiński duchowny katolicki, arcybiskup Tuguegarao
  - Adolf Wróbel, polski hokeista (zm. po 1986)
- 1933:
  - Geraldo Majella Agnelo, brazylijski duchowny katolicki, biskup Toledo, arcybiskup metropolita São Salvador da Bahia, kardynał (zm. 2023)
  - Robert Linderholm, amerykański astronom amator (zm. 2013)
  - James Martin, brytyjski informatyk, konsultant, przedsiębiorca (zm. 2013)
  - Oleg Riachowski, rosyjski lekkoatleta, trójskoczek, naukowiec, profesor nauk technicznych (zm. 2023)
- 1934:
  - Yakubu Gowon, nigeryjski dowódca wojskowy, polityk, szef Federalnego Rządu Wojskowego Nigerii
  - Ernst Hürlimann, szwajcarski wioślarz
- 1935:
  - Andrzej Jastrzębiec-Kozłowski, polski poeta, autor tekstów piosenek (zm. 2009)
  - Agne Simonsson, szwedzki piłkarz, trener (zm. 2020)
- 1936:
  - Sylvia Browne, amerykańska pisarka, medium (zm. 2013)
  - Paulinus Costa, bengalski duchowny katolicki, biskup Rajshahi, arcybiskup Dhaki (zm. 2015)
  - Franciszek Guz, polski polityk, poseł na Sejm PRL (zm. 2015)
  - Alina Kalczyńska-Scheiwiller, artystka graficzka
  - Tony Lo Bianco, amerykański aktor, reżyser telewizyjny, filmowy i teatralny pochodzenia włoskiego (zm. 2024)
  - José Ángel Rovai, argentyński duchowny katolicki, biskup Villa María (zm. 2024)
  - Mimis Stefanakos, grecki aktor, piłkarz (zm. 2021)
- 1937:
  - Teresa Ciepły, polska lekkoatletka, sprinterka (zm. 2006)
  - Fryderyk Monica, polski piłkarz (zm. 1983)
- 1938:
  - André Kouprianoff, francuski łyżwiarz szybki
  - Madżid ibn Abd al-Aziz Al Su’ud, saudyjski książę, przedsiębiorca, filantrop (zm. 2003)
  - Michał Sulkiewicz, polski scenograf filmowy, dekorator wnętrz (zm. 2025)
- 1939:
  - David Clark, brytyjski polityk
  - Gertruda Czarnecka, polska polityk, poseł na Sejm PRL (zm. 2014)
  - Danas Pozniakas, litewski bokser (zm. 2005)
  - Wu Tianming, chiński aktor, reżyser, scenarzysta i producent filmowy (zm. 2014)
- 1940:
  - Michael Gambon, irlandzki aktor (zm. 2023)
  - Salvador Goldschmied, meksykański judoka
  - Erik Hartsuiker, holenderski wioślarz (zm. 2019)
  - Jerzy Kulej, polski bokser, komentator sportowy, polityk, poseł na Sejm RP (zm. 2012)
  - Pertti Salolainen, fiński producent telewizyjny, polityk, dyplomata
  - Rosny Smarth, haitański agronom, wykładowca akademicki, polityk, premier Haiti (zm. 2025)
  - Francisco Vidagany, hiszpański piłkarz
- 1941:
  - Eddie Daniels, amerykański muzyk jazzowy, kompozytor
  - Pepetela, angolski pisarz, socjolog, polityk, wykładowca akademicki
  - Simon Ward, brytyjski aktor (zm. 2012)
- 1942:
  - Edmond Baraffe, francuski piłkarz, trener (zm. 2020)
  - Ole Jakobsen, duński szachista (zm. 2010)
  - Mirja Lehtonen, fińska biegaczka narciarska (zm. 2009)
  - Péter Medgyessy, węgierski ekonomista, polityk, premier Węgier
- 1943:
  - Adolfo Aristarain, argentyński reżyser, scenarzysta i producent filmowy
  - Ion Gabor, rumuński zapaśnik
  - Branko Gračanin, chorwacki piłkarz
  - Adán Martín Menis, hiszpański inżynier, samorządowiec, polityk, prezydent Wysp Kanaryjskich (zm. 2010)
- 1944:
  - Joe Barr, amerykański pisarz, programista (zm. 2008)
  - Zygfryd Friedek, polski żużlowiec
  - Bill Melchionni, amerykański koszykarz
  - Francisco Lucas Pires, portugalski prawnik, wykładowca akademicki, polityk, eurodeputowany (zm. 1998)
  - Peter Tosh, jamajski muzyk reggae, radykalny rastafarianin (zm. 1987)
- 1945:
  - Bernard Darmet, francuski kolarz torowy (zm. 2018)
  - Angus Deaton, brytyjsko-amerykański ekonomista, laureat Nagrody Banku Szwecji im. Alfreda Nobla w dziedzinie ekonomii
  - Divine, amerykański aktor, piosenkarz (zm. 1988)
  - Stanisław Grędziński, polski lekkoatleta, sprinter (zm. 2022)
  - John Lithgow, amerykański aktor
  - Andrzej Sowa, polski historyk, dziennikarz
  - Raimo Vistbacka, fiński prawnik, policjant, polityk
- 1946:
  - Jürgen Croy, niemiecki piłkarz, bramkarz, trener
  - Robert Hue, francuski polityk komunistyczny
  - Andrzej Krasiński, polski fizyk teoretyczny, wykładowca akademicki
  - Jim Mitchell, irlandzki polityk (zm. 2002)
  - Philip Pullman, brytyjski pisarz, wykładowca akademicki
  - Keith Reid, brytyjski kompozytor
- 1947:
  - Giorgio Cavazzano, włoski autor komiksów
  - Aldo Cosentino, francuski bokser (zm. 2023)
  - Nikołaj Dobrew, bułgarski polityk (zm. 1999)
  - Gunnar Staalesen, norweski pisarz
  - András Zsinka, węgierski lekkoatleta, średniodystansowiec (zm. 2023)
- 1948:
  - Stanisław Ryszard Burzyński, polski piłkarz, bramkarz (zm. 1991)
  - Joachim Czernek, polski polityk mniejszości niemieckiej, samorządowiec, polityk, poseł na Sejm RP
  - Carmen Fraga Estévez, hiszpańska polityk
  - George Pau-Langevin, francuska polityk
  - Gediminas Navaitis, litewski psycholog, wykładowca akademicki, polityk
- 1949:
  - Tatjana Anisimowa, rosyjska lekkoatletka, płotkarka
  - Stanisław Gądecki, polski duchowny katolicki, arcybiskup metropolita poznański
  - Władimir Krawcow, rosyjski piłkarz ręczny
- 1950:
  - Petko Christow, bułgarski duchowny katolicki, biskup nikopolski (zm. 2020)
  - Victor Dolipschi, rumuński zapaśnik (zm. 2009)
  - George Fenton, brytyjski kompozytor muzyki filmowej
  - Franjo Vladić, bośniacki piłkarz (zm. 2024)
- 1951:
  - Cástor Oswaldo Azuaje Pérez, wenezuelski duchowny katolicki, biskup Trujillo (zm. 2021)
  - Kurt Schrader, amerykański polityk
  - Ryszard Sobok, polski masowy morderca (zm. 1984)
  - Pini Szomer, izraelski polityk
- 1952:
  - Marie-Christine Arnautu, francuska działaczka samorządowa, polityk
  - Verónica Castro, meksykańska aktorka
  - Włodzisław Giziński, polski lekarz, samorządowiec, wicemarszałek województwa kujawsko-pomorskiego
  - Aldo Haïk, francuski szachista, dziennikarz
- 1953:
  - Mohamed Fakhir, marokański piłkarz, trener
  - Lionel Hollins, amerykański koszykarz
  - Ludwik Janion, polski poeta, prozaik
  - José Luiz Majella Delgado, brazylijski duchowny katolicki, arcybiskup Pouso Alegre
  - Tadeusz Małnowicz, polski piłkarz
  - Ján Mikolaj, słowacki inżynier, wykładowca akademicki, polityk
  - Daniel Nlandu, kongijski duchowny katolicki, biskup Matadi (zm. 2021)
  - Irena Ożóg, polska ekonomistka, urzędnik państwowy
  - Marek Sachmaciński, polski sztangista, trener
  - Wang Yi, chiński polityk
- 1954:
  - Joe Bryant, amerykański koszykarz, trener (zm. 2024)
  - Guy Dardenne, belgijski piłkarz
  - Izabela Malinowska, polska prawnik, politolog (zm. 2022)
  - Jan Oraniec, polski związkowiec, polityk, poseł na Sejm RP
  - Agnes Sigurðardóttir, islandzka biskup ewangelicko-luterańska
- 1955:
  - Roland Dyens, tunezyjski gitarzysta (zm. 2016)
  - Jean Kambanda, rwandyjski polityk, premier Rwandy
  - Lonnie Shelton, amerykański koszykarz
  - Jan Sobczyk, polski fizyk, wykładowca akademicki
- 1956:
  - Jasna Merdan-Kolar, jugosłowiańsko-austriacka piłkarka ręczna
  - Grover Norquist, amerykański działacz społeczny, publicysta pochodzenia szwedzkiego
- 1957:
  - Olaf Heredia, meksykański piłkarz, bramkarz
  - Jerzy Jakubów, polski malarz, grafik, rzeźbiarz
  - Jürgen Milewski, niemiecki piłkarz
  - Antoni Muracki, polski bard, poeta, tłumacz
  - William O’Leary, amerykański aktor
  - Eduardas Šablinskas, litewski prawnik, polityk
- 1958:
  - Andrzej Desperak, polski malarz, grafik (zm. 2024)
  - Dulcênio Fontes de Matos, brazylijski duchowny katolicki, biskup Palmeira dos Índios
  - Fientje Moerman, belgijska i flamandzka polityk
  - Gerhard Scheller, niemiecki kolarz torowy
  - Michael Steele, amerykański prawnik, polityk
- 1959:
  - Mario de Jesús Álvarez Gómez, kolumbijski duchowny katolicki, biskup Istamina-Tadó
  - Wissarion (Bălțat), rumuński duchowny prawosławny, biskup Tulczy
  - Nir Barkat, izraelski major, przedsiębiorca, samorządowiec, polityk
  - Dario Franceschini, włoski polityk
  - Iryna Kazulina, białoruska działaczka społeczna (zm. 2008)
  - Ralf Lau, niemiecki szachista
  - Riccardo Nencini, włoski polityk
  - Rafael Rafaj, słowacki dziennikarz, polityk
- 1960:
  - Beate Eriksen, norweska aktorka, reżyserka filmowa
  - Ignacio González González, hiszpański prawnik, polityk
  - Józef Klim, polski nauczyciel, polityk, poseł na Sejm RP
  - Takeshi Koshida, japoński piłkarz
  - Dave Saunders, amerykański siatkarz
  - Vitorino Soares, portugalski duchowny katolicki, biskup pomocniczy Porto
  - Jim Thomas, amerykański koszykarz, trener
  - Dan Woodgate, brytyjski perkusista, członek zespołów Madness i Voice of the Beehive
- 1961:
  - Ihor Driżczany, ukraiński generał, polityk
  - Juan Carlos Navarro, panamski przedsiębiorca, ekolog, polityk
  - Kevin O’Callaghan, irlandzki piłkarz
- 1962:
  - Javier Gerardo Román Arias, kostarykański duchowny katolicki, biskup Limón
  - Andrzej Bulski, polski dziennikarz (zm. 2007)
  - Evander Holyfield, amerykański bokser
  - Marek Kordowiecki, polski piłkarz ręczny, trener
  - Andrzej Niemirski, polski aktor
- 1963:
  - Mauricio Montero, kostarykański piłkarz
  - Charles Simpkins, amerykański lekkoatleta, trójskoczek
  - Wawrzyniec, książę belgijski
  - Katarzyna Żak, polska aktorka
- 1964:
  - Catherine Amalric, francuska działaczka samorządowa, polityk, eurodeputowana
  - Márcio Bittencourt, brazylijski piłkarz, trener
  - Whiteson Changwe, zambijski piłkarz (zm. 1993)
  - Barnaba (Hładun), ukraiński biskup prawosławny
  - Agnès Jaoui, francuska aktorka, reżyserka i scenarzystka filmowa, piosenkarka pochodzenia tunezyjskiego
  - Pierre Larrouturou, francuski przedsiębiorca, samorządowiec, polityk, eurodeputowany
  - Ty Pennington, amerykański, stolarz, model, osobowość telewizyjna
- 1965:
  - Brad Daugherty, amerykański koszykarz
  - Merle Jääger, estońska aktorka, pisarka, poetka
  - John Jones, amerykański kierowca wyścigowy
  - Marzena Kipiel-Sztuka, polska aktorka (zm. 2024)
  - Piotr Misztal, polski przedsiębiorca, polityk, poseł na Sejm RP
  - Andrew Murtha, australijski łyżwiarz szybki, specjalista short tracku
  - Ihar Pietryszenka, białoruski dyplomata, polityk
  - Porfiriusz (Szutow), rosyjski biskup prawosławny
- 1966:
  - Andrzej Biedrzycki, polski piłkarz, trener (zm. 2017)
  - Jon Favreau, amerykański aktor, reżyser i scenarzysta filmowy pochodzenia włosko-żydowskiego
  - Adrienne Goodson, amerykańska koszykarka, trenerka
  - Karol Kulczycki, polski duchowny katolicki, biskup Port Pirie w Australii
  - Dimitris Lyacos, grecki poeta, dramaturg
  - Pedro Muñoz, meksykański piłkarz, trener
  - Patricia Neske, niemiecka łyżwiarka figurowa
  - Zbigniew Świętek, polski piłkarz
  - Meldrick Taylor, amerykański bokser
  - Jennifer Zeng, chińska działaczka na rzecz praw człowieka
- 1967:
  - Claus Christiansen, duński piłkarz
  - Beata Mazurek, polska socjolog, polityk, poseł na Sejm RP i eurodeputowana
  - Trouble T Roy, amerykański raper, tancerz (zm. 1990)
  - Yōko Shimomura, japońska kompozytorka
  - Judith Tuluka, kongijska polityk, premier Demokratycznej Republiki Konga
- 1968:
  - Óscar Cortés, kolumbijski piłkarz
  - Naum (Dimitrow), bułgarski biskup prawosławny
  - Vasile Miriuță, węgierski piłkarz, trener pochodzenia rumuńskiego
  - (lub 1963) Sinitta, amerykańska aktorka, piosenkarka
- 1969:
  - Adelar Baruffi, brazylijski duchowny katolicki, biskup Cruz Alta
  - Pedro Castillo, peruwiański polityk, prezydent Peru
  - DJ Sammy, hiszpański didżej grający muzykę eurodance
  - Anna Galvin, australijska aktorka
  - Janusz Kulig, polski kierowca rajdowy (zm. 2004)
  - Trey Parker, amerykański autor filmów animowanych, aktor głosowy
  - Erwin Sánchez, boliwijski piłkarz, trener
  - Dieter Thoma, niemiecki skoczek narciarski
- 1970:
  - Caroline Catz, brytyjska aktorka
  - Andy Comeau, amerykański aktor, producent filmowy
  - Chris Kattan, amerykański aktor
  - Nouria Mérah-Benida, algierska lekkoatletka, biegaczka średniodystansowa
  - Ewa Wachowicz, polska producentka i dziennikarka telewizyjna, zdobywczyni tytułu Miss Polonia, rzecznik prasowy rządu
- 1971:
  - Artur Brzóska, polski urzędnik państwowy
  - Luzia Ebnöther, szwajcarska curlerka
  - Hansjörg Jäkle, niemiecki skoczek narciarski
  - Richard Šechný, słowacki hokeista, trener
  - David Wagner, amerykański piłkarz, trener pochodzenia niemieckiego
- 1972:
  - John Bosco Auram, papuański duchowny katolicki, biskup Kimbe
  - Agnieszka Kołacz-Leszczyńska, polska działaczka samorządowa, polityk, poseł na Sejm RP
  - Pras Michel, amerykański raper, aktor, producent filmowy
  - Megan Still, australijska wioślarka
- 1973:
  - Hiszam Arazi, marokański tenisista
  - Okan Buruk, turecki piłkarz
  - Alaksandr Chackiewicz, białoruski piłkarz
  - James Foley, amerykański reporter wojenny (zm. 2014)
  - Patrick Murphy, amerykański polityk
  - Tetiana Semykina, ukraińska kajakarka
  - Hanneke Smabers, holenderska hokeistka na trawie
- 1974:
  - Joy Bryant, amerykańska aktorka
  - David Robert Mitchell, amerykański reżyser, scenarzysta i producent filmowy
  - Serginho, brazylijski piłkarz (zm. 2004)
  - Tesfaye Tola, etiopski lekkoatleta, maratończyk
- 1975:
  - Adam Badowski, polski grafik, przedsiębiorca
  - Hilde Gerg, niemiecka narciarka alpejska
  - Adam Kałaska, polski przedsiębiorca, samorządowiec, polityk, poseł na Sejm RP
  - Salif Keïta, senegalski piłkarz
  - Wiktor Nikoluk, ukraiński generał major
  - Viorica Susanu, rumuńska wioślarka
- 1976:
  - Joe Duplantier, francuski wokalista, kompozytor, instrumentalista, autor tekstów, członek zespołu Gojira
  - Xabier Fernández, hiszpański żeglarz sportowy
  - Desmond Harrington, amerykański aktor
  - Paul Hartley, szkocki piłkarz, trener
  - Ken Kaneko, japoński aktor
  - Ko San, południowokoreański matematyk
  - Coby Miller, amerykański lekkoatleta, sprinter
  - Michael Young, amerykański baseballista
  - Michał Zadara, polski reżyser teatralny
- 1977:
  - Habib Beye, senegalski piłkarz
  - Henry Quinteros, peruwiański piłkarz
  - Jason Reitman, kanadyjski aktor, reżyser, scenarzysta i producent filmowy
  - Mariusz Zaniewski, polski aktor
- 1978:
  - Amir Bagheri, irański szachista
  - Ruslan Chagayev, uzbecki bokser pochodzenia tatarskiego
  - Clint Hill, angielski piłkarz
  - Dominika Maciaszczyk, polska piłkarka
  - Takui Nakajima, japoński piosenkarz
  - Nicolás Peric, chilijski piłkarz, bramkarz pochodzenia chorwackiego
  - Henri Sorvali, fiński gitarzysta, klawiszowiec, członek zespołów Moonsorrow i Finntroll
- 1979:
  - Branimir Bajić, bośniacki piłkarz
  - Fabrizio Bucci, włoski aktor
  - Aleš Dryml (młodszy), czeski żużlowiec
  - Pierre Karleskind, francuski inżynier, samorządowiec, polityk
  - Dorota Rubin, polska aktorka
  - Sachiko Sugiyama, japońska siatkarka
  - Julie Vigourt, francuska lekkoatletka, tyczkarka
- 1980:
  - José Bautista, dominikański baseballista
  - Anna-Karin Kammerling, szwedzka pływaczka
  - Rafał Kuchta, polski skoczek narciarski, kombinator norweski
  - Albert Meyong Zé, kameruński piłkarz
- 1981:
  - Christian Bautista, fiński piosenkarz, aktor, prezenter telewizyjny
  - Kate Hornsey, australijska wioślarka
  - Heikki Kovalainen, fiński kierowca wyścigowy
  - Iván Navarro, hiszpański tenisista
  - Annamaria Quaranta, włoska siatkarka
  - Jonathan Santana, paragwajski piłkarz pochodzenia argentyńskiego
  - Iwona Sobotka, polska śpiewaczka operowa (sopran)
  - Lucas Thwala, południowoafrykański piłkarz
- 1982:
  - Brandon Curry, amerykański kulturysta
  - Chantal Groot, holenderska pływaczka
  - Gillian Jacobs, amerykańska aktorka
  - Dragana Marinković, chorwacka siatkarka
  - Andreas Matt, austriacki narciarz dowolny
  - Gonzalo Pineda, meksykański piłkarz
- 1983:
  - Rebecca Ferguson, szwedzka aktorka
  - Władimir Gabułow, rosyjski piłkarz, bramkarz
  - Christin Muche, niemiecka kolarka torowa
  - Brenton Rickard, australijski pływak
  - Jorge Valdivia, chilijski piłkarz pochodzenia wenezuelskiego
- 1984:
  - Kaio de Almeida, brazylijski pływak
  - Danka Barteková, słowacka strzelczyni sportowa
  - Jérémy Chatelain, francuski piosenkarz, kompozytor, aktor
  - Marta Dąbrowska, polska aktorka
  - Saki Fujita, japońska aktorka głosowa
  - Gramatik, słoweński producent muzyczny, kompozytor
  - Abdi Kassim, tanzański piłkarz
  - Nelson Laurence, seszelski piłkarz
  - Bartosz Zawadzki, polski piosenkarz, autor tekstów
- 1985:
  - Sabina Bagińska, polska sztangistka
  - François Dumont, francuski pianista
  - Chris Harris, nowozelandzki wioślarz
  - James Newman, brytyjski piosenkarz, autor tekstów
  - Jan Šteber, czeski hokeista
  - Justin Warsylewicz, kanadyjski łyżwiarz szybki
- 1986:
  - Ricardo Blas Jr., guamski judoka
  - Monday James, nigeryjski piłkarz
  - Ma Yunwen, chińska siatkarka
- 1987:
  - Ewelina Barej, polska kulturystka
  - Sam Groth, australijski tenisista
  - Romy Tarangul, niemiecka judoczka
  - Cristian Ugalde, hiszpański piłkarz ręczny
- 1988:
  - Irene Escolar, hiszpańska aktorka
  - Aleksandra Hamkało, polska aktorka
  - Saša Starović, serbski siatkarz
- 1989:
  - Janusz Baniak, polski żużlowiec
  - David Bingham, amerykański piłkarz, bramkarz
  - Ncamiso Dlamini, suazyjski piłkarz, bramkarz
  - Lorenza Izzo, chilijska aktorka
  - No Seon-yeong, południowokoreańska łyżwiarka szybka
  - Miroslav Stoch, słowacki piłkarz
  - Moisés Velasco, meksykański piłkarz
- 1990:
  - Erik Blomqvist, szwedzki szachista
  - Dawit Chuciszwili, gruziński zapaśnik
  - Emma Coburn, amerykańska lekkoatletka, biegaczka długodystansowa
  - Niverka Marte, dominikańska siatkarka
  - Aleksandra Przepiórka, polska siatkarka
- 1991:
  - Travis Gerrits, kanadyjski narciarz dowolny
  - Maksim Karpow, rosyjski hokeista
  - Faf de Klerk, południowoafrykański rugbysta
  - Patryk Kogut, polski hokeista
  - Samantha Robinson, amerykańska aktorka
  - Dilshod Turdiyev, uzbecki zapaśnik
- 1992:
  - Gegam Kadymian, ormiański piłkarz
  - Kacper Popik, polski siatkarz
  - Ihor Radiwiłow, ukraiński gimnastyk
  - Laura Tomsia, polska siatkarka
  - David Turpel, luksemburski piłkarz
  - Jacarra Winchester, amerykańska zapaśniczka
- 1993:
  - Kimberly García, peruwiańska lekkoatletka, chodziarka
  - Przemysław Kita, polski piłkarz
  - Higinio Marín, hiszpański piłkarz
  - Murtuz Müslümov, azerski zapaśnik
  - Aleksandr Woropajew, rosyjski siatkarz
- 1994:
  - Chelsea Chenault, amerykańska pływaczka
  - Sidney Cook, amerykańska koszykarka
  - Daria Marciniak, polska koszykarka
  - Matej Mohorič, słoweński kolarz szosowy
  - Agnė Sereikaitė, litewska łyżwiarka szybka, specjalistka short tracku
  - Daniła Siemierikow, rosyjski łyżwiarz szybki
  - Rodrigo Vargas Castillo, boliwijski piłkarz
- 1996:
  - Rebecca Šramková, słowacka tenisistka
  - Jerry St. Juste, holenderski piłkarz
- 1997 – Camilla Mingardi, włoska siatkarka
- 1998:
  - Nicolás Fonseca, urugwajski piłkarz
  - Rachat Kałżan, kazachski zapaśnik
- 2000:
  - Alejandro Azócar, chilijski piłkarz
  - Marco Burch, szwajcarski piłkarz
  - Souffian El Karouani, marokański piłkarz
- 2001:
  - Shanyder Borgelin, haitański piłkarz
  - Diego Campillo, meksykański piłkarz
  - Szofi Özbas, węgierska judoczka
  - Art Parkinson, irlandzki aktor
  - SpotemGottem, amerykański raper, autor tekstów
- 2003 – Mateusz Sitek, polski szeregowy (zm. 2024)
- 2004:
  - Evan Ferguson, irlandzki piłkarz
  - Jeshua Urizar, gwatemalski piłkarz

## Zmarli
- 1216 – Jan bez Ziemi, król Anglii (ur. 1167)
- 1287 – Boemund VII, hrabia Trypolisu (ur. ?)
- 1310 – Gottfried von Hohenlohe, wielki mistrz zakonu krzyżackiego (ur. 1265)
- 1335 – Ryksa Elżbieta, królowa czeska i polska (ur. 1288)
- 1354 – Jusuf I, władca Emiratu Grenady (ur. 1318)
- 1528 – Mateusz z Szamotuł, polski astronom, astrolog, filozof, wykładowca akademicki (ur. ok. 1491)
- 1547 – Perino del Vaga, włoski malarz (ur. 1501)
- 1553 – Bonifacio Veronese, włoski malarz (ur. 1487)
- 1585 – Johann Crato von Krafftheim, niemiecki lekarz, humanista (ur. 1519)
- 1595 – Filip Howard, angielski arystokrata, męczennik i święty katolicki (ur. 1557)
- 1605 – Jan Maria Bernardoni, polski jezuita, architekt pochodzenia włoskiego (ur. ok. 1541)
- 1607 – Sebastian Grabowiecki, polski poeta, sekretarz królewski (ur. ok. 1543)
- 1608 – Martin Delrio, holenderski jezuita, teolog (ur. 1551)
- 1609 – Jakub Armenszoon, holenderski duchowny, teolog i reformator protestancki (ur. 1560)
- 1633:
  - Łukasz Alonso Gorda, hiszpański dominikanin, misjonarz, męczennik, święty (ur. 1594)
  - Mateusz Kohyōe, japoński dominikanin, męczennik, święty (ur. 1615)
- 1634 – Agnieszka Galand, francuska dominikanka, mistyczka, stygmatyczka, błogosławiona (ur. 1602)
- 1636 – Marcin Kazanowski, polski szlachcic, hetman polny koronny, wojewoda podolski (ur. 1563)
- 1646 – Jan de Lalande, francuski jezuita, misjonarz, męczennik, święty (ur. ?)
- 1678 – Samuel van Hoogstraten, holenderski malarz, grafik (ur. 1627)
- 1680 – Carlo Carafa della Spina, włoski duchowny katolicki, biskup Aversy, nuncjusz apostolski, kardynał (ur. 1611)
- 1682 – Thomas Browne, angielski lekarz, pisarz, uczony (ur. 1605)
- 1696:
  - Johannes von Goes, flamandzki duchowny katolicki, biskup Gurk, kardynał (ur. 1612)
  - Gregório de Matos, brazylijski poeta (ur. 1636)
- 1718 – Henri d’Harcourt, francuski oficer, dyplomata, marszałek Francji (ur. 1654)
- 1723 – Godfrey Kneller, angielski malarz pochodzenia niemieckiego (ur. 1646)
- 1745 – Jonathan Swift, brytyjski pisarz pochodzenia irlandzkiego (ur. 1667)
- 1772 – Andrea Belli, maltański architekt, przedsiębiorca (ur. 1703)
- 1788 – Louis Antoine de Gontaut-Biron, francuski dowódca wojskowy, polityk, marszałek Francji (ur. 1701)
- 1789 – Józef Mycielski, polski generał, polityk (ur. 1733)
- 1790 – Lyman Hall, amerykański kaznodzieja, lekarz, polityk (ur. 1724)
- 1796 – Michel de Beaupuy, francuski generał (ur. 1755)
- 1802 – Sylwester (Stragorodski), rosyjski biskup prawosławny (ur. 1725)
- 1805 – Gerhard August Honckeny, niemiecki botanik, urzędnik (ur. 1724)
- 1806 – Stanisław Zawadzki, polski generał-major wojsk koronnych architekt (ur. 1743)
- 1813:
  - Stanisław Malczewski, polski pułkownik (ur. 1787)
  - Józef Poniatowski, polski książę, generał dywizji, minister wojny i Wódz Naczelny Wojsk Polskich Księstwa Warszawskiego, marszałek Francji (ur. 1763)
- 1826 – François-Joseph Talma, francuski aktor (ur. 1763)
- 1827 – Polikarp Augustyn Marciejewski, polski duchowny katolicki, biskup pomocniczy sejneński (ur. 1761)
- 1830 – Jakub Trzecieski, polski ziemianin, rotmistrz (ur. 1766)
- 1833 – Raphael Neale, amerykański polityk (ur. ?)
- 1836 – Wawrzyniec Dzieduszycki, polski urzędnik, wojskowy (ur. 1772)
- 1845:
  - Clemens August Droste zu Vischering, niemiecki duchowny katolicki, arcybiskup Kolonii (ur. 1773)
  - (lub 14 października) Józef Wawrzyniec Krasiński, polski major, polityk, literat, pamiętnikarz (ur. 1783)
- 1846 – Władysław Strzelnicki, polski pisarz (ur. 1820)
- 1850 – Elijahu Rogaler, polski rabin, gaon, filozof, talmudysta (ur. ?)
- 1851 – Maria Teresa Charlotta Burbon, królowa Francji (ur. 1778)
- 1856 – Sa’id ibn Sultan, sułtan Maskatu i Omanu (ur. 1791)
- 1864 – Nikodem Bętkowski, polski lekarz, polityk (ur. 1812)
- 1875:
  - Charles Cowper, australijski polityk (ur. 1807)
  - Charles Wheatstone, brytyjski fizyk, wynalazca (ur. 1802)
- 1882 – Edward Hammond, amerykański prawnik, polityk (ur. 1812)
- 1884 – Mutesa I, król Bugandy (ur. 1837)
- 1887 – José Rodrigues, portugalski malarz (ur. 1828)
- 1889 – Ludwik I Bragança, król Portugalii (ur. 1838)
- 1897:
  - George Pullman, amerykański konstruktor wagonów kolejowych (ur. 1831)
  - John Worden, amerykański admirał (ur. 1818)
- 1898 – Harold Frederic, amerykański dziennikarz, pisarz (ur. 1856)
- 1899 – Francis Guthrie, brytyjski prawnik, matematyk, botanik (ur. 1831)
- 1904 – Jakub Piepes, polski ekonomista, aptekarz, polityk pochodzenia żydowskiego (ur. 1846)
- 1905 – Michaił Czertkow, rosyjski generał, działacz państwowy (ur. 1829)
- 1906:
  - Karol Kamiński, polski kolarz szosowy (ur. ok. 1878)
  - Rudolf Pringsheim, niemiecki przedsiębiorca pochodzenia żydowskiego (ur. 1821)
  - Bronisław Trzaskowski, polski językoznawca, pedagog (ur. 1824)
- 1907 – Andrew Price Morgan, amerykański botanik, mykolog (ur. 1836)
- 1909 – Cesare Lombroso, włoski psychiatra, antropolog, kryminolog (ur. 1835)
- 1910 – Luigi Lucheni, włoski anarchista, zamachowiec (ur. 1873)
- 1911:
  - Eugene Ely, amerykański pilot, pionier lotnictwa morskiego (ur. 1886)
  - Jan Mączka, polski włościanin, uczestnik powstania styczniowego (ur. 1842)
- 1912 – Julius Maggi, szwajcarski przedsiębiorca (ur. 1846)
- 1914:
  - Robert Hugh Benson, brytyjski duchowny anglikański, następnie katolicki, pisarz (ur. 1871)
  - Ottomar Oertel, niemiecki polityk, nadburmistrz Legnicy (ur. 1840)
  - Julio Argentino Roca, argentyński generał, polityk, prezydent Argentyny (ur. 1843)
- 1915:
  - Christian Wilhelm Allers, niemiecki malarz, litograf, rysownik (ur. 1857)
  - Fernando Buschmann, niemiecki szpieg (ur. 1890)
- 1916 – Joanis Frangudis, grecki wojskowy, strzelec sportowy (ur. 1863)
- 1918:
  - Humbert Sabaudzki, włoski arystokrata (ur. 1889)
  - Gustav Thies, niemiecki aktor, dramaturg, prozaik, reżyser, dyrektor teatru (ur. 1845)
- 1920:
  - Stanisław Lentz, polski malarz, portrecista, ilustrator, pedagog (ur. 1861)
  - John Reed, amerykański dziennikarz, pisarz (ur. 1887)
  - Harry Sears, amerykański strzelec sportowy (ur. 1870)
  - Roman Urbański, polski plutonowy (ur. 1897)
- 1921 – António Granjo, portugalski adwokat, polityk, premier Portugalii (ur. 1881)
- 1924:
  - Jan Kazimierz Ćwikliński, polski prawnik, adwokat, sędzia, urzędnik (ur. 1850)
  - Louis Zborowski, brytyjski kierowca i konstruktor wyścigowy pochodzenia polsko-amerykańskiego (ur. 1895)
- 1926:
  - Victor Babeș, rumuński lekarz, bakteriolog, biolog (ur. 1854)
  - Stanisław Sobiński, polski pedagog, kurator szkolny, działacz społeczny (ur. 1872)
- 1928:
  - Józef Łukaszewicz, polski fizyk, geolog, wykładowca akademicki (ur. 1863)
  - Wincenty Trojanowski, polski malarz (ur. 1859)
- 1929 – Alexandru Davila, rumuński dramaturg, reżyser, aktor, publicysta (ur. 1862)
- 1930:
  - Henry Gerbault, francuski malarz, akwarelista, rysownik, plakacista (ur. 1863)
  - Constantin von Monakow, szwajcarski neurolog, neuroanatom, neuropatolog, wykładowca akademicki pochodzenia rosyjsko-polskiego (ur. 1853)
- 1932 – Janusz Dłużniakiewicz, polski pułkownik piechoty (ur. 1888)
- 1933 – Oskari Friman, fiński zapaśnik (ur. 1893)
- 1934:
  - Alexander von Kluck, niemiecki generał-pułkownik (ur. 1846)
  - Róża Melcerowa, polska działaczka społeczna i syjonistyczna, polityk, poseł na Sejm RP pochodzenia żydowskiego (ur. 1880)
- 1935:
  - Władysław Gadomski, polski podpułkownik dyplomowany artylerii (ur. 1894)
  - Anna Jelizarowa-Uljanowa, rosyjska rewolucjonistka, polityk (ur. 1864)
- 1936:
  - Jan Nepomucen Fijałek, polski duchowny katolicki, historyk, wykładowca akademicki (ur. 1864)
  - Lu Xun, chiński pisarz (ur. 1881)
  - Hermann Wahlich, niemiecki architekt (ur. 1870)
- 1937:
  - Hermann Jacobi, niemiecki indolog, wykładowca akademicki (ur. 1850)
  - Ernest Rutherford, nowozelandzki fizyk, chemik, laureat Nagrody Nobla (ur. 1871)
  - Piotr (Sawieljew), rosyjski biskup prawosławny (ur. 1887)
- 1938:
  - Juliusz Gizowski, polski prawnik, polityk (ur. 1852)
  - Stasys Nastopka, litewski generał broni (ur. 1881)
- 1939:
  - Władysław Klimek, polski ziemianin, samorządowiec, polityk, poseł na Sejm RP (ur. 1899)
  - Nils Rinman, szwedzki żeglarz sportowy (ur. 1880)
  - Bolesław Szczuka, polski drukarz, wydawca (ur. 1883)
- 1940:
  - Umberto Caligaris, włoski piłkarz, trener (ur. 1901)
  - Emilio Comici, włoski alpinista (ur. 1901)
  - Carl Grossberg, niemiecki malarz (ur. 1894)
  - Siemion Kanatczikow, rosyjski dziennikarz, publicysta, rewolucjonista, działacz komunistyczny (ur. 1879)
  - Stefan Wapniarek, polski porucznik pilot (ur. 1916)
- 1941:
  - Alfred Ader, polski szablista, florecista, działacz sportowy (ur. 1892)
  - Leo Belmont, polski eseista, poeta, prozaik, esperantysta, tłumacz pochodzenia żydowskiego (ur. 1865)
  - Wawrzyniec Pucher, polski duchowny katolicki (ur. 1875)
- 1942:
  - Józef Maga, polski działacz komunistyczny (ur. 1907)
  - Ludvig Puusepp, estoński neurochirurg, wykładowca akademicki (ur. 1875)
  - Cyryl Ratajski, polski polityk, samorządowiec, prezydent Poznania, minister spraw wewnętrznych, delegat Rządu na Kraj (ur. 1875)
  - Wasilij Wasiljew, radziecki generał porucznik (ur. 1896)
- 1943:
  - André Antoine, francuski aktor, reżyser teatralny (ur. 1858)
  - Camille Claudel, francuska rzeźbiarka (ur. 1864)
- 1944:
  - Karl Mache, niemiecki polityk, burmistrz Wrocławia (ur. 1880)
  - Gierman Tarasow, radziecki generał major (ur. 1906)
  - Wasyl Tkaczuk, ukraiński pisarz (ur. 1916)
- 1945:
  - Plutarco Elías Calles, meksykański generał, polityk, prezydent Meksyku (ur. 1877)
  - Edward Gruber, polski generał brygady (ur. 1875)
  - N.C. Wyeth, amerykański malarz, ilustrator (ur. 1882)
- 1946 – Walerian Wiśniewski, polski podpułkownik piechoty (ur. 1893)
- 1948:
  - Stanisław Domasik, polski duchowny katolicki (ur. 1884)
  - Ludwig Martens, radziecki rewolucjonista, dyplomata, polityk pochodzenia niemieckiego (ur. 1875)
- 1949:
  - Janusz Gąsiorowski, polski generał brygady (ur. 1889)
  - Tichon Judin, rosyjski psychiatra, wykładowca akademicki (ur. 1879)
- 1950:
  - Stepan Bilak, ukraiński adwokat, polityk, poseł na Sejm RP (ur. 1890)
  - Edna St. Vincent Millay, amerykańska poetka, dramatopisarka (ur. 1892)
  - Eugeniusz Wesołowski, polski architekt (ur. 1874)
  - Witold Ziembicki, polski internista, historyk medycyny, wykładowca akademicki (ur. 1874)
- 1951:
  - Jean Boissel, francuski architekt, dziennikarz, działacz faszystowski (ur. 1891)
  - Wacław Lachert, polski przedsiębiorca, filantrop (ur. 1872)
- 1952:
  - Harry Streett Baldwin, amerykański polityk (ur. 1894)
  - Edward S. Curtis, amerykański fotograf, etnolog (ur. 1868)
  - Huang Jiguang, chiński żołnierz (ur. 1931)
  - Jan van der Sluis, holenderski piłkarz (ur. 1889)
  - Ernst Streeruwitz, austriacki polityk, kanclerz Austrii(ur. 1874)
- 1955:
  - Eugène Joseph Delporte, belgijski astronom (ur. 1882)
  - John Hodiak, amerykański aktor (ur. 1914)
  - Midget Wolgast, amerykański bokser (ur. 1910)
- 1957:
  - Vere Gordon Childe, australijski archeolog, antropolog kultury, wykładowca akademicki (ur. 1892)
  - Janko Debeljak, jugosłowiański kapitan pilot, kolaborant (ur. 1895)
- 1958:
  - Jan Humpola, polski duchowny katolicki, kapelan prezydenta RP, działacz społeczny, taternik, alpinista (ur. 1889)
  - Asbjørn Nilssen, norweski biegacz narciarski (ur. 1875)
- 1959:
  - Thorleif Holbye, norweski żeglarz sportowy (ur. 1883)
  - Josef Hoop, liechtensteński polityk, premier Liechtensteinu (ur. 1895)
- 1960:
  - Svetomir Đukić, serbski generał dywizji, działacz sportowy (ur. 1882)
  - Günter Raphael, niemiecki kompozytor (ur. 1903)
  - Franz Schwede, niemiecki polityk nazistowski, gauleiter Pomorza (ur. 1888)
- 1961:
  - Şemsettin Günaltay, turecki historyk, pisarz, polityk, premier Turcji (ur. 1883)
  - Werner Jaeger, niemiecko-amerykański filolog klasyczny, wykładowca akademicki (ur. 1888)
  - Sergio Osmeña, filipiński polityk, prezydent Filipin (ur. 1878)
  - Mihail Sadoveanu, rumuński dziennikarz, pisarz, polityk (ur. 1880)
- 1964:
  - Leonid Boczarow, radziecki generał major (ur. 1909)
  - Iwan Krawcow, radziecki generał porucznik (ur. 1896)
  - Nikołaj Mironow, radziecki generał major KGB, polityk (ur. 1913)
  - Ebbe Schwartz, duński działacz sportowy, prezydent UEFA (ur. 1901)
  - Nikołaj Szkodunowicz, radziecki generał lejtnant (ur. 1904)
  - Władimir Żdanow, radziecki generał pułkownik (ur. 1902)
- 1966 – Henryk Janus, polski prawnik, polityk, poseł na Sejm PRL (ur. 1910)
- 1968:
  - Birger Nilsen, norweski zapaśnik (ur. 1896)
  - Anatol Stern, polski poeta, prozaik, krytyk filmowy i literacki, scenarzysta, tłumacz pochodzenia żydowskiego (ur. 1899)
- 1969:
  - Lacey Hearn, amerykański lekkoatleta, średnio- i długodystansowiec (ur. 1881)
  - Józef Kostrzewski, polski archeolog, muzeolog, wykładowca akademicki (ur. 1885)
- 1970:
  - Lázaro Cárdenas del Río, meksykański generał, polityk, prezydent Meksyku (ur. 1895)
  - Adolfo Leoni, włoski kolarz szosowy i torowy (ur. 1917)
  - Conrad Olsen, norweski wioślarz (ur. 1891)
  - Jacek Woszczerowicz, polski aktor, reżyser teatralny (ur. 1904)
  - Unica Zürn, niemiecka pisarka, rysowniczka (ur. 1916)
- 1971:
  - Sona Axundova-Qarayeva, azerska poetka, działaczka społeczna (ur. 1898)
  - Betty Bronson, amerykańska aktorka (ur. 1906)
  - Hieronim Żuczkowski, polski śpiewak, aktor (ur. 1896)
- 1972:
  - Ewa Maleczyńska, polska historyk, mediewistka, wykładowczyni akademicka (ur. 1900)
  - Fatma Muxtarova, azerska śpiewaczka operowa (mezzosopran) (ur. 1893)
  - Sa’id ibn Tajmur, sułtan Omanu (ur. 1910)
- 1973:
  - Marian Gotowiec, polski profesor nauk rolniczych, polityk, poseł na Sejm PRL (ur. 1903)
  - Bernardyn Grzyśka, polski franciszkanin, misjonarz ludowy, dziennikarz, więzień polityczny (ur. 1906)
  - Julian Stawiński, polski prawnik, tłumacz, redaktor (ur. 1904)
- 1975 – Phillips Lord, amerykański aktor, pisarz (ur. 1902)
- 1976 – Walter Turczyk, polski lekkoatleta, oszczepnik (ur. 1909)
- 1977 – Hanns Martin Schleyer, niemiecki menedżer, przemysłowiec (ur. 1915)
- 1978 – Gig Young, amerykański aktor (ur. 1913)
- 1979:
  - Roman Heck, polski historyk, wykładowca akademicki (ur. 1924)
  - Danuta Sadowska, polska matematyk, wykładowczyni akademicka (ur. 1915)
- 1980:
  - Szymon Kocur, polski pułkownik dyplomowany piechoty (ur. 1894)
  - Piotr Kriwonos, radziecki kolejarz (ur. 1910)
- 1981 – Dan Coe, rumuński piłkarz (ur. 1941)
- 1982 – Zygmunt Marszewski, polski pułkownik kawalerii (ur. 1897)
- 1983 – Maurice Bishop, grenadyjski polityk, premier Grenady (ur. 1944)
- 1984:
  - Henri Michaux, francuski prozaik, poeta, malarz pochodzenia belgijskiego (ur. 1899)
  - Jerzy Popiełuszko, polski duchowny katolicki, kapelan „Solidarności”, błogosławiony (ur. 1947)
- 1986:
  - Moses Asch, amerykański przedsiębiorca pochodzenia żydowskiego (ur. 1905)
  - Juliusz Kluk, polski lekkoatleta, tyczkarz (ur. 1910)
  - Oldřich Lipský, czeski reżyser i scenarzysta filmowy (ur. 1924)
  - Samora Machel, mozambicki polityk, prezydent Mozambiku (ur. 1933)
- 1987:
  - Jerzy Bandura, polski rzeźbiarz, grafik, medalier (ur. 1915)
  - Hermann Lang, niemiecki kierowca wyścigowy (ur. 1909)
  - Igor Newerly, polski pisarz, pedagog (ur. 1903)
  - Jacqueline du Pré, brytyjska wiolonczelistka (ur. 1945)
  - Ernie Toseland, angielski piłkarz (ur. 1905)
- 1988:
  - Marcos Carneiro, brazylijski piłkarz, bramkarz (ur. 1894)
  - Son House, amerykański muzyk bluesowy (ur. 1902)
  - Lindsay Shepherd Olive, amerykański mykolog, wykładowca akademicki (ur. 1917)
  - Sten Suvio, fiński bokser (ur. 1911)
- 1989 – Jerzy Jurowicz, polski piłkarz, bramkarz (ur. 1920)
- 1990:
  - Szczepan Brozych, polski maszynista, malarz, rysownik, samorządowiec, burmistrz Grodziska Mazowieckiego (ur. 1907)
  - Jerry Cronin, irlandzki polityk (ur. 1925)
  - Chajjim Gewati, izraelski polityk (ur. 1901)
  - Hanka Krawcec, serbołużycka artystka, malarka, grafik (ur. 1901)
- 1991 – Jan Zieja, polski duchowny katolicki, duszpasterz ruchu chłopskiego, podpułkownik, kapelan Szarych Szeregów i AK, uczestnik powstania warszawskiego, współzałożyciel KSS „KOR” (ur. 1897)
- 1992:
  - Arturo Farías, chilijski piłkarz (ur. 1927)
  - Maurice Le Roux, francuski kompozytor, dyrygent (ur. 1923)
  - Arthur Wint, jamajski lekkoatleta, sprinter i średniodystansowiec (ur. 1920)
- 1993 – Boris Popow, radziecki polityk (ur. 1909)
- 1994:
  - Oldřich Černík, czechosłowacki polityk komunistyczny, premier Czechosłowacji (ur. 1921)
  - Martha Raye, amerykańska aktorka, piosenkarka (ur. 1916)
- 1995:
  - Don Cherry, amerykański muzyk jazzowy (ur. 1936)
  - Jarosław Rudnycki, ukraiński filolog, polityk, premier Ukraińskiej Republiki Ludowej (ur. 1910)
- 1997:
  - Pilar Miró, hiszpańska reżyserka i scenarzystka filmowa (ur. 1940)
  - Zofia Oraczewska, polska reżyserka, scenografka, scenarzystka filmów animowanych (ur. 1931)
- 1998 – Fritz Honka, niemiecki seryjny morderca (ur. 1935)
- 1999 – Nathalie Sarraute, francuska pisarka pochodzenia rosyjsko-żydowskiego (ur. 1900)
- 2000 – Antonio Maspes, włoski kolarz szosowy i torowy (ur. 1932)
- 2001 – Roman Romański, polski inżynier architekt, konserwator zabytków (ur. 1925)
- 2002:
  - Manuel Álvarez Bravo, meksykański fotograf (ur. 1902)
  - Nikołaj Rukawisznikow, rosyjski kosmonauta (ur. 1932)
  - Héctor Trujillo, dominikański generał, polityk, prezydent Dominikany (ur. 1908)
- 2003:
  - Jerzy Dowgird, polski koszykarz, trener (ur. 1917)
  - Alija Izetbegović, bośniacki polityk, prezydent Bośni i Hercegowiny (ur. 1925)
  - Nello Pagani, włoski kierowca i motocyklista wyścigowy (ur. 1911)
- 2004:
  - Kenneth E. Iverson, kanadyjski informatyk (ur. 1920)
  - Urszula Mitręga, polska pianistka, śpiewaczka operowa (alt) (ur. 1948)
  - Lewis Urry, kanadyjski chemik, wynalazca (ur. 1927)
- 2005 – Janusz Kotliński, polski lekkoatleta, płotkarz, trener (ur. 1932)
- 2007 – Jan Wolkers, holenderski pisarz (ur. 1925)
- 2008:
  - Jacek Bednarski, polski szachista (ur. 1939)
  - Richard Blackwell, amerykański projektant mody (ur. 1922)
  - Józef Wasiołek, polski malarz (ur. 1921)
  - Doreen Wilber, amerykańska łuczniczka (ur. 1930)
- 2009:
  - Joe Hutton, amerykański koszykarz, trener (ur. 1928)
  - Anna Jurczyńska, polska szachistka (ur. 1926)
  - Angelo Musi, amerykański koszykarz (ur. 1918)
  - Zdzisław Pakuła, polski ekonomista, polityk, prezes NBP (ur. 1934)
  - Miron Pomirski, polski polityk, poseł na Sejm RP (ur. 1941)
  - Dhimitër Xhuvani, albański pisarz, scenarzysta filmowy (ur. 1934)
  - Joseph Wiseman, kanadyjski aktor (ur. 1918)
- 2010:
  - Bino, włoski piosenkarz (ur. 1953)
  - Tom Bosley, amerykański aktor (ur. 1927)
  - Andrzej Brzeski, polski muzyk jazzowy i bluesowy, kompozytor (ur. 1944)
  - Marek Rosiak, polski pracownik biurowy (ur. 1948)
- 2011:
  - Bohdan Osadczuk, ukraiński publicysta, dziennikarz, historyk (ur. 1920)
  - Tadeusz Sawicz, polski generał brygady pilot (ur. 1914)
- 2012:
  - Johann Kniewasser, austriacki narciarz alpejski (ur. 1951)
  - Fiorenzo Magni, włoski kolarz szosowy i torowy (ur. 1920)
- 2013:
  - Wiktor Cybułenko, ukraiński lekkoatleta, oszczepnik (ur. 1930)
  - Georges Descrières, francuski aktor (ur. 1930)
  - Ronald Shannon Jackson, amerykański perkusista jazzowy (ur. 1940)
  - Witold Nawrocki, polski krytyk i historyk literatury, eseista, tłumacz (ur. 1934)
- 2014:
  - Stuart Gallacher, walijski rugbysta (ur. 1946)
  - Janusz Gil, polski astronom (ur. 1951)
  - John Holt, jamajski wokalista reggae (ur. 1947)
  - Étienne Mourrut, francuski polityk (ur. 1939)
  - Miloslava Rezková, czeska lekkoatletka, skoczkini wzwyż (ur. 1950)
  - Kalman Sultanik, polski działacz syjonistyczny pochodzenia żydowskiego (ur. 1917)
- 2015:
  - Ena Kadić, bośniacko-austriacka modelka (ur. 1989)
  - Mieczysław Pisz, polski piłkarz (ur. 1969)
  - Alessandro Plotti, włoski duchowny katolicki, arcybiskup Pizy (ur. 1932)
- 2016:
  - Radu Câmpeanu, rumuński ekonomista, polityk (ur. 1922)
  - Luis María Echeberría, hiszpański piłkarz (ur. 1940)
  - Stanisław Komornicki, polski chemik, wykładowca akademicki (ur. 1949)
- 2017:
  - Zofia Bartoszewska, polska filolog, redaktor, uczestniczka powstania warszawskiego, działaczka opozycji antykomunistycznej (ur. 1927)
  - Bogusław Koprowski, polski aktor (ur. 1940)
  - Umberto Lenzi, włoski reżyser i scenarzysta filmowy (ur. 1931)
  - Roy Sherwood, amerykański skoczek narciarski (ur. 1932)
- 2018 – Osamu Shimomura, japoński biochemik, laureat Nagrody Nobla (ur. 1928)
- 2019:
  - Wiesław Czapiewski, polski major, lekkoatleta, wieloboista, trener (ur. 1960)
  - Aleksandr Wołkow, rosyjski tenisista (ur. 1967)
- 2020:
  - Jana Andresíková, czeska aktorka (ur. 1941)
  - Spencer Davis, brytyjski wokalista, multiinstrumentalista, członek zespołu The Spencer Davis Group (ur. 1939)
  - Rafał Dymowski, polski siatkarz (ur. 1972)
  - Ewa Głowacka, polska tancerka baletowa (ur. 1953)
  - Wojciech Pszoniak, polski aktor, reżyser teatralny, pedagog (ur. 1942)
  - Teodozjusz, amerykański duchowny prawosławny, biskup Alaski i Pittsburgha, metropolita całej Ameryki i Kanady (ur. 1933)
  - Alicja Wahl, polska malarka, rysowniczka (ur. 1932)
- 2021:
  - Kjersti Alveberg, norweska tancerka, choreografka (ur. 1948)
  - Janina Elżbieta Karney, polska psycholog, pedagog (ur. 1938)
  - Pierre Kerkhoffs, holenderski piłkarz (ur. 1936)
  - Edmund Puczyłowski, polski matematyk, wykładowca akademicki (ur. 1948)
- 2022:
  - Omar Borrás, urugwajski trener lekkoatletyki, piłki nożnej, pływania i koszykówki, wykładowca akademicki (ur. 1929)
  - Barbara Domaradzka, polska operator dźwięku (ur. 1952)
  - Philip Waruinge, kenijski bokser (ur. 1945)
- 2023:
  - Andrzej Łobodziński, polski grafik, scenograf, malarz, projektant plakatów i okładek książek, wykładowca akademicki (ur. 1931)
  - Heinrich Messner, austriacki narciarz alpejski (ur. 1939)
  - Anfisa Riezcowa, rosyjska biathlonistka, biegaczka narciarska (ur. 1964)
  - Atsushi Sakurai, japoński piosenkarz, autor tekstów, poeta (ur. 1966)
  - Szodi Szabdolow, tadżycki polityk (ur. 1943)
- 2024:
  - Jerzy Bryła, polski duchowny katolicki, teolog, protonotariusz apostolski, duszpasterz osób osób z dysfunkcją słuchu (ur. 1928)
  - Grzegorz Łomnicki, polski perkusista, członek zespołu Fort BS (ur. 1968)